# ジョナタス・クリスチャン・ジ・ジェズス
ジョナタス（Jonathas）ことジョナタス・クリスチャン・ジ・ジェズス（Jonathas Cristian de Jesus，1989年3月6日 - ）はブラジル・ベチン出身の元サッカー選手。現役時代のポジションはFW。

## 経歴

### ブラジル時代
ユース時代のクラブでもあるクルゼイロECでキャリアをはじめた。2010年10月、出場機会を求め、同じくユース時代のクラブであるエールディヴィジのAZアルクマールに移籍した。

### スペイン時代
2014年に加入したデルフィーノ・ペスカーラ1936から期限付き移籍の形でプリメーラ・ディビシオンのエルチェCFに加入した。2014年8月24日のFCバルセロナ戦でデビューしたが、チームは0-3で敗れた。エルチェでは主力として活躍し、セビージャFCが獲得に乗り出すなど、注目を集めた。
2015年7月27日、レアル・ソシエダと5年契約を結んだ。

### ルビン・カザン
2016年7月29日、ソシエダを退団し、ロシア・プレミアリーグのルビン・カザンに移籍した。

### ハノーファー
2017年8月22日、ブンデスリーガに昇格したハノーファー96に800万ユーロ、3年契約で移籍した。
コンスタントに出場機会を得ていたが、同年11月に、練習中に左大腿筋裏の腱を部分断裂したことで、年内に復帰することが出来なくなった。